# Jan Nowak (1895–1940)
Jan Nowak (ur. 26 lipca 1895 w Krakowie, zm. w kwietniu 1940 w Katyniu) – kapitan administracji (piechoty) Wojska Polskiego, ofiara zbrodni katyńskiej.

## Życiorys
Urodził się 26 lipca 1895 w Krakowie jako syn Jana.
Absolwent Wydziału Prawa Uniwersytetu Jagiellońskiego. Dekretem Naczelnego Wodza nr L. 1828 z dnia 1 grudnia 1919 r. został warunkowo mianowany, a następnie dekretem nr L. 2384 z dnia 25 listopada 1920 r. zatwierdzony w stopniu porucznika. W czasie wojny polsko-bolszewickiej 1920 dowodził kompanią w 20 Pułku Piechoty. Awansowany do stopnia kapitana ze starszeństwem z dniem 1 czerwca 1919 r. Od 1921 służył kolejno w 1 Pułku Strzelców Podhalańskich w Nowym Sączu, w 3 Pułku Strzelców Podhalańskich w Bielsku, po czym od 1930 w Korpusie Ochrony Pogranicza – batalion KOP „Łużki”. W 1935 został przeniesiony do 52 Pułku Piechoty w Złoczowie, a w 1936 do Powiatowej Komendy Uzupełnień Dębica na stanowisko kierownika referatu. W 1938 jednostka, w której pełnił służbę została przemianowana na Komendę Rejonu Uzupełnień Dębica, a zajmowane przez niego stanowisko otrzymało nazwę „kierownik I referatu ewidencji”.
Po 17 września 1939 r. dostał się do sowieckiej niewoli. Osadzono go w obozie w Kozielsku. Wiosną 1940 r. został zamordowany przez funkcjonariuszy NKWD i pochowany w katyńskim lesie. Odznaczony Srebrnym Krzyżem Zasługi. W czasie prac ekshumacyjnych w 1943 r. jego zwłoki oznaczono numerem 1070.
Jan Nowak był żonaty z Heleną, z którą miał synów Jerzego i Jana.

## Upamiętnienie
Minister Obrony Narodowej decyzją Nr 439/MON z 5 października 2007 r. awansował go pośmiertnie do stopnia majora. Awans został ogłoszony 9 listopada 2007 r. w Warszawie, w trakcie uroczystości „Katyń Pamiętamy – Uczcijmy Pamięć Bohaterów”.
Kpt. Jan Nowak został upamiętniony podczas wystawy historycznej pt. "Małopolanie w katyńskich dokumentach dr Jana Robla" przygotowanej przez Instytut Pamięci Narodowej w Krakowie z okazji 70 rocznicy obchodów pamięci zbrodni katyńskiej. W ramach akcji „Katyń... pamiętamy” / „Katyń... Ocalić od zapomnienia” w dniu 9 kwietnia 2010 r. kpt. Jan Nowak został uhonorowany poprzez zasadzenie Dębu Pamięci na Placu Mikołajkowów w Dębicy. Poświęcona została mu również inskrypcja pamiątkową w kościele pw. Św. Kazimierza w Nowym Sączu